# Баденская и Баварская епархия
Ба́денская и Бава́рская епа́рхия — епархия Русской православной церкви в административных границах федеральных земель Бавария и Баден-Вюртемберг Федеративной Республики Германии, существовавшая в 1971 — 1992 годах.
Кафедральный город — Баден-Баден, кафедральный собор — в честь Преображения Господня.

## История
Баденская и Баварская епархия была учреждена определением Священного Синода Русской православной церкви от 24 февраля 1971 года на территории Западной Германии будучи выделена из Берлинской епархии Среднеевропейского Экзархата.
В епархии ко времени образования было 2 храма: в Мюнхене — ставропигиальный в честь Воздвижения Животворящего Креста (построен в 1960) и в Баден-Бадене — в честь Преображения Господня (построен в 1882).
С 1987 года в епархии существовала Свято-Серафимовская община в Фюрстенфельдбрукке (Бавария), проводившая богослужения в специально оборудованном помещении.
28 октября 1988 года по решению Верховного суда ФРГ на основании Закона «О правах собственности Русской Православной Церкви в Германии» право владения Преображенским храмом в Баден-Бадене перешло к Русской Православной Церкви за границей. Апелляция общины Московского Патриархата была отклонена Конституционным судом ФРГ.
Решением Архиерейского Собора от 30 — 31 января 1990 года, в числе прочих зарубежных Экзархатов РПЦ, Среднеевропейский Экзархат был упразднён, а входившие в него епархии подчинены Патриарху и Синоду, то есть непосредственно Отделу внешних церковных сношений.
23 декабря 1992 года решением Священного Синода Баденско-Баварская и Дюссельдорфская епархии были упразднены, а их территория присоединена к Берлинской епархии.

## Епископы
- 24 февраля 1971 — 22 декабря 1992 — Ириней (Зуземиль)  с 13 марта 1975, в/у, архиепископ Венский